# La Fayette (frégate)
Pour les articles homonymes, voir Lafayette.
La frégate La Fayette est le premier bâtiment de classe La Fayette d'une série qui compte cinq unités de la Marine nationale française. Son indicatif visuel est F710. Elle est parrainée par la ville de Saint-Dié-des-Vosges depuis le 21 octobre 1995. Il s'agit d'un navire furtif.

## Mission
Les frégates de type La Fayette ont été conçues principalement pour faire respecter les intérêts maritimes de l'État dans les espaces d'outre-mer, mais elles peuvent aussi assurer d'autres missions telles que l'intégration à une force d'intervention, la protection du trafic maritime, l'accompagnement d'un groupe aéronaval, réaliser des missions spéciales ou humanitaires.

## Historique
La FLF La Fayette F710 a été ainsi nommée pour perpétuer sur la mer la mémoire du général marquis de La Fayette. C'est le deuxième navire de la Marine nationale à porter ce nom après le porte-avions La Fayette, ex USS Langley américain qui servit sous pavillon français de 1951 à 1963.

### Construction
La frégate La Fayette comme les autres navires de sa classe a été construite avec une nouvelle méthode : les différents morceaux du navire ont été fabriqués séparément à Cherbourg puis ont été assemblés à Lorient. Cette méthode déjà utilisée pour la construction de bateaux civils a permis d'économiser sur le prix de fabrication et de gagner du temps pour sa construction. La frégate La Fayette a été construite en 18 mois.

### Service actif
En septembre 2002, la frégate La Fayette a rejoint la Task Force 473 pour participer à l'opération Héraclès. Cette mission consistait à contrôler le trafic maritime en mer d'Arabie pour empêcher d'éventuelles fuites de Talibans par la mer.
En août 2006, pendant la guerre au Liban, la frégate La Fayette a participé aux côtés du BPC Mistral, du TCD Siroco, de la frégate anti-aérienne Jean Bart et la frégate anti-sous-marine Jean de Vienne à l'évacuation des ressortissants français présents dans le pays.
En 2007, la frégate La Fayette se rend aux États-Unis pour célébrer le 250e anniversaire de la naissance du marquis de La Fayette.
En 2011, elle opère au large de la Libye dans le cadre de l'opération Harmattan et a tiré 378 coups de 100 mm.
Depuis son admission au service actif, son nom de code est "Fakir".
En 2021, elle doit subir une rénovation (dite " à mi-vie" sous le sigle RMV) modernisant son électronique et son armement. Elle doit recevoir en outre un sonar de coque et le système surface-air Crotale remplacé par deux Sadral avec chacun 6 missiles Mistral.
En 2023 elle participe à la Mission Jeanne d'Arc et à l'exercice La Pérouse 23.

## Cinéma
En 1995, la frégate La Fayette est apparue dans le film GoldenEye.

## Jeu vidéo
- La frégate La Fayette est une unité des forces navales des BLUFOR dans Wargame: Red Dragon un jeu vidéo de stratégie développé par le studio français Eugen System.
- La frégate "La Fayette" correspond au 7e niveau du jeu "Goldeneye 007" sorti sur Nintendo 64 en 1997.

## Galerie photo

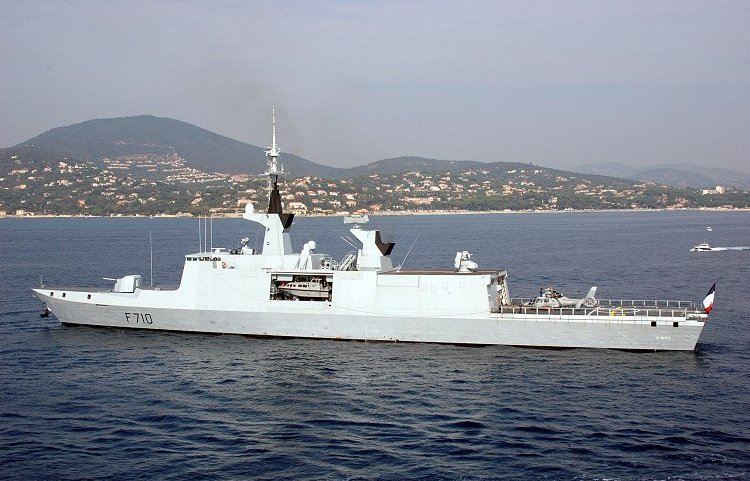
La Fayette en baie de Saint-Tropez à l'occasion d'une régate de grands voiliers (3 octobre 2004).
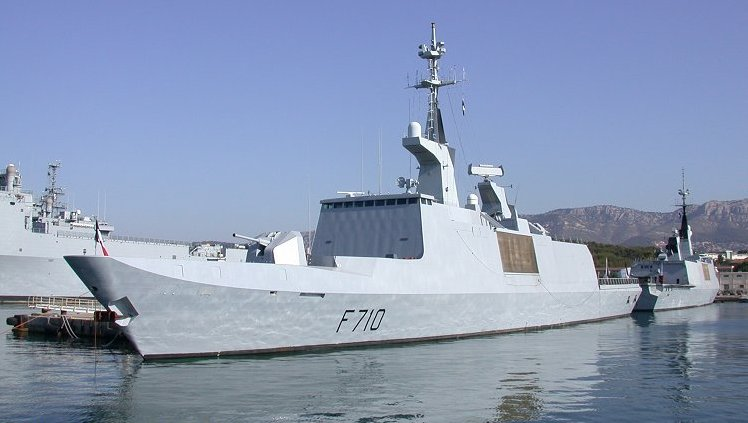
La frégate La Fayette à quai à Toulon (30 juin 2002).
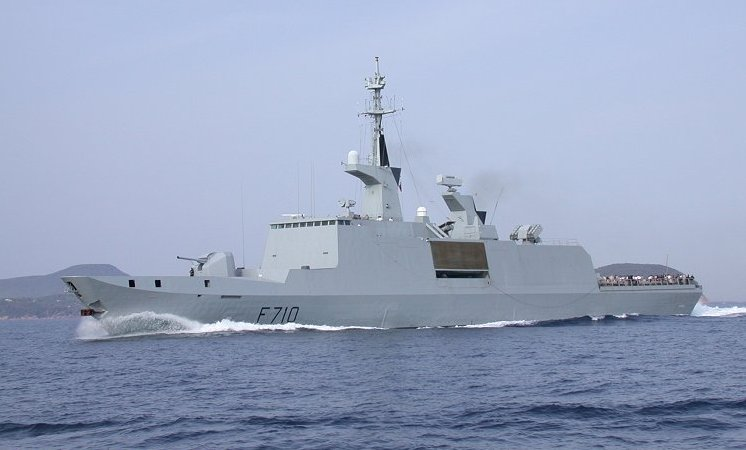
La Fayette salue les derniers bâtiments du groupe aéronaval de retour à Toulon (1er juillet 2002).
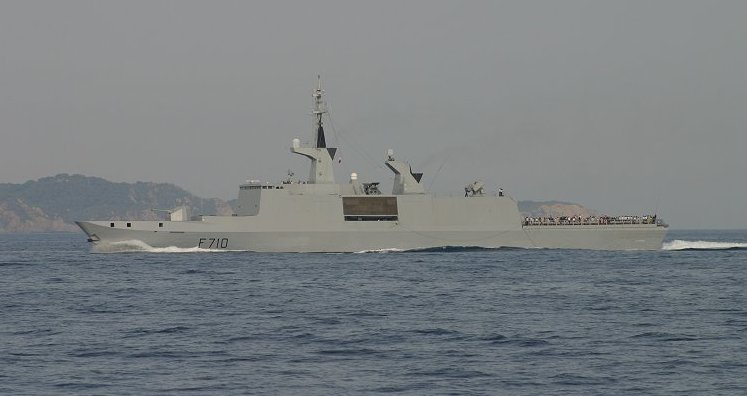
La Fayette salue les derniers bâtiments du groupe aéronaval de retour à Toulon (1er juillet 2002).
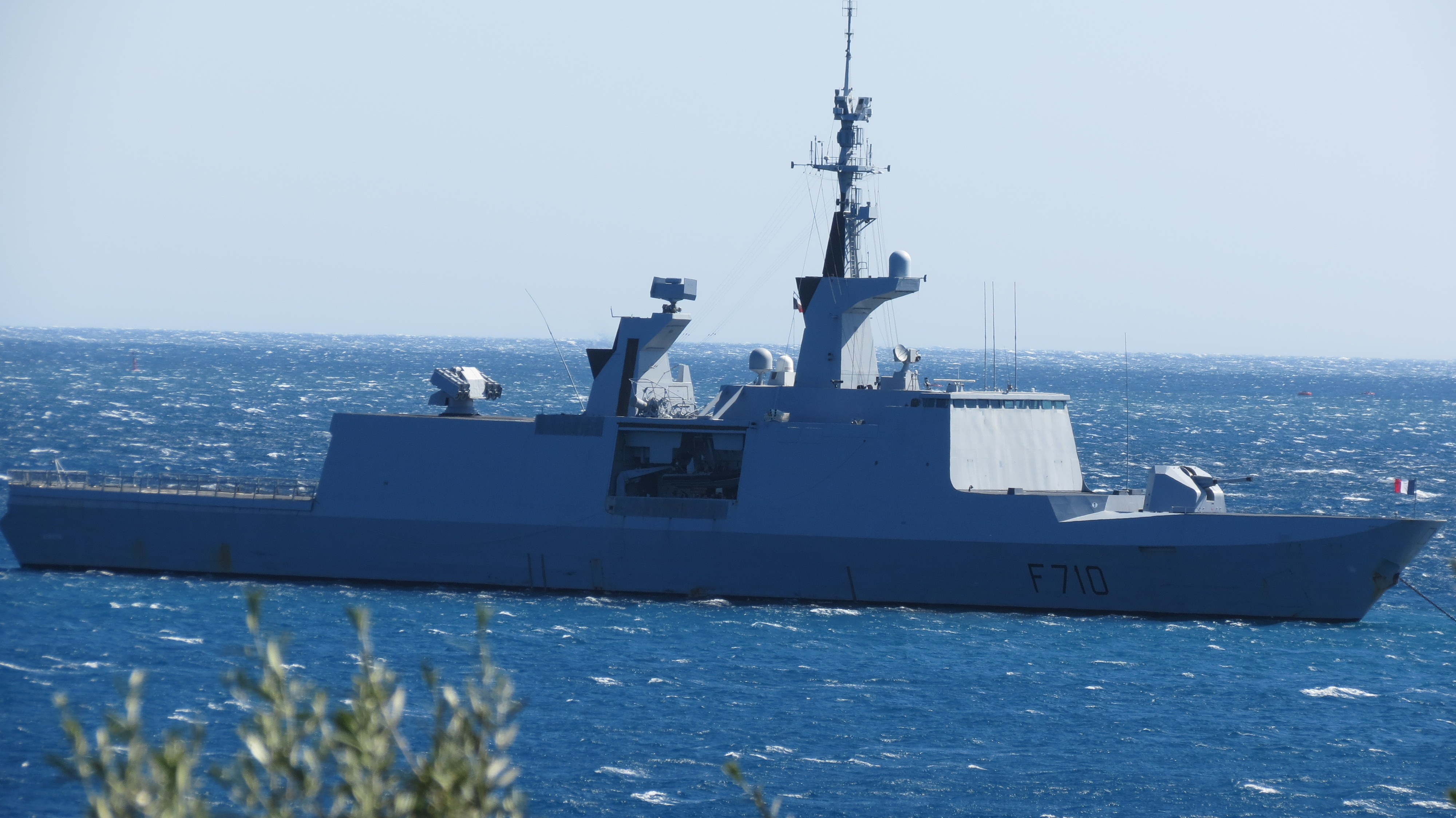
Frégate La Fayette en baie de Toulon le 24 avril 2016 alors que le Charles de Gaulle était à quai dans la rade.